# Croix de saint Georges
Ne pas confondre avec l'insigne de l'ordre impérial et militaire de Saint-Georges ni avec la croix de George.

La croix de saint Georges, rouge sur fond blanc.

La croix de saint Georges est une croix rouge sur fond blanc.
Elle est aujourd’hui utilisée, sans autre ajout, comme drapeau de l'Angleterre, car ce saint en est le patron. 
Elle est également de ce fait l'une des composantes de l'Union flag, le drapeau du Royaume-Uni. Elle figure aussi sur les armes de la ville de Barcelone, celles de Gênes et celles de Calvi (Corse), sur le blason d'Aragon, sur ceux des villes de Coblence, Montréal, Fribourg-en-Brisgau, Londres et York, du land allemand de Rhénanie-Palatinat ainsi que sur celui de la région de Sardaigne. Depuis 2004, la Géorgie a aussi adopté un drapeau où figure la croix de saint Georges.
Elle est également présente comme symbole de la ville de Bussy-Saint-Georges (Seine-et-Marne). Néanmoins, certaines villes italiennes, comme Milan, Bologne, Padoue et Reggio d'Émilie, utilisent également une croix rouge sur fond blanc, mais dans ce cas, la croix se réfère à un saint très différent : saint Ambroise.
Depuis le haut Moyen Âge, l’emblème est utilisé à Gênes et par la puissante république maritime qui a existé au cours du deuxième millénaire jusqu’à la fin du XVIIIe siècle. 
Les croisades des XIe et XIIe siècles utilisent l’insigne dans l’habillement de leurs soldats, pour bien les distinguer. 
En Espagne, au moment des luttes entre chrétiens et musulmans de la Reconquista, le royaume d’Aragon adopte l’emblème, qu’on retrouve encore aujourd’hui dans des armoiries de villes de la province.  
Au Moyen Âge, la croix de saint Georges est devenue symbole et bannière de la Ligue lombarde.

## À Gênes puis dans la république de Gênes
L'usage par les Génois de la croix de saint Georges comme bannière semblerait remonter à l'arrivée de l'armée byzantine dans la ville. En 700 déjà, une garnison de soldats byzantins avait pour tâche de garder les côtes à l'abri des raids de pirates. Intégrés dans le tissu social de la ville, ils auraient porté la bannière de leur saint (saint Georges) en procession à l'église du même nom, la population les rejoignant spontanément. Si son utilisation est attestée en 1096, c'est après les expéditions de Guglielmo Embriaco, en 1099, que la croix devient symbole officiel de la puissante république maritime naissante. 
Le drapeau allait avoir une sorte de valeur de « défense automatique » : en le voyant, les navires ennemis tendaient à éviter le conflit. Le corps des célèbres arbalétriers génois, que les galères génoises transportaient, avait des capacités défensives parmi les plus redoutables en Europe. Pour cette raison, en 1190 Richard Cœur de Lion, souverain d'Angleterre, demanda aux Génois des navires, des marins, des amiraux, dont Ugo Lercari, et des escortes pour transporter son armée à Jérusalem. À la suite de cette croisade, le roi demanda de pouvoir battre pavillon génois en mer Méditerranée et en mer Noire en échange d'un tribut annuel à payer à la république de Gênes.  
Le vexillum beati Georgii (drapeau du bienheureux Georges) est mentionné pour la première fois dans les Annales Januenses de 1198 (Chroniques de Gênes) : il s'agit d'un drapeau rouge portant l'image de saint Georges à cheval terrassant un dragon (cet étendard resterait le drapeau d'État jusqu'au début du XIIIe siècle). Une image en est donnée dans les Annales Januenses relatant la prise de la cité de Savone en 1227 : la bannière à quatre queues est placée devant les tentes des commandants génois. Le drapeau de la communauté, c'est-à-dire la croix rouge sur fond blanc, est attesté pour la première fois le 28 septembre 1218 : appelé insignia cruxata communis Janue (« l'enseigne à la croix de la communauté de Gênes »), il flottait sur la cité de Vintimille qui s'était rendue à Gênes. Ces deux drapeaux furent également utilisés par la flotte : le vexillum beati Georgii est encore décrit en 1241 en tant que pavillon de guerre et enseigne de l'amiral, tandis qu'en 1242 le signum Communis, c'est-à-dire « l’emblème de la communauté », en l’occurrence le drapeau blanc à la croix rouge, était hissé sur les galères. Le vexillum beati Georgii serait le drapeau de l'amiral jusqu'en 1282 au moins.  
Le saint fut si important pour les Génois, qu'en son nom fut fondé en 1407 l'Office de Saint Georges, considéré comme l'une des premières banques modernes.

## Pendant la Reconquista
Une des premières apparitions de la croix de saint Georges à l’époque de la Reconquista (qui commença en 722) fut en juin 1063 à la bataille de Cerami, après que les Normands eurent entamé la conquête de la Sicile (occupée par les musulmans depuis deux siècles). Dans cet affrontement au nord-est de l'île, les chrétiens remportèrent une victoire retentissante : selon le chroniqueur Geoffroi Malaterra, ils auraient été galvanisés par un mystérieux cavalier blanc armé d'une lance dont l'extrémité portait un pennon blanc avec une croix.
La croix de saint Georges constitua un des premiers drapeaux de l'Aragon (croix d'Alcoraz). D'après la légende, le drapeau blanc à croix rouge remonterait à la victoire de l'armée d'Aragon sur l'occupant maure lors de la bataille d'Alcoraz en 1096. Au XIIe siècle, l'Aragon passa à la maison des comtes de Barcelone : Raimond-Bérenger IV et son fils Alphonse II imposèrent leur blason aux quatre pals.
Ce dernier blason resterait l'emblème dynastique de l'Aragon, en plus de la croix rouge qui se maintiendrait comme emblème territorial de l'ancien royaume par exemple dans les drapeaux des provinces actuelles de Huesca, Saragosse et Teruel au sein de la communauté autonome d’Aragon.

## Durant les croisades
Lors de la première croisade en 1097-1099, le basileus de Constantinople Alexis Ier Comnène fait tailler dans ses manteaux de pourpre des croix rouges qu'il fait distribuer aux pèlerins afin qu'ils puissent traverser l'Empire byzantin sans encombre.
Vers 1120, l'archevêque Baudri de Dol écrit une histoire de cette première croisade ; dans ce récit, il raconte comment, lors du siège d'Antioche contre les infidèles en 1098, saint Georges (soldat martyr du IVe siècle) donna la victoire aux chrétiens en leur apparaissant en vision à la tête d'une armée céleste montée sur des chevaux blancs et portant des bannières blanches.
Durant la troisième croisade (1189-1192), le chroniqueur Roger de Hovedon rapporte que les chevaliers français avaient des étendards blancs à croix rouge, les chevaliers anglais des bannières rouges à croix blanche, les croisés bretons portaient la Kroaz du (croix noire sur fond blanc) et les croisés flamands des étendards blancs à croix verte.
Vers 1275, l'archevêque de Gênes Jacques de Voragine écrit la Légende dorée et revient sur le récit de l'apparition au siège d'Antioche — de 1098 au cours de la première croisade — en ajoutant que saint Georges portait un bouclier blanc orné d'une croix rouge.

## Apparition en Angleterre auXIIIesiècle
La croix de saint Georges aurait été utilisée pour la première fois par les armées anglaises — comme emblème ou comme drapeau — en 1277 sous Édouard Ier pendant la guerre en pays de Galles.
Au XIVe siècle, l'archevêque de Cantorbéry Thomas Cobham écrit que, lorsque le même roi Édouard d'Angleterre fit le siège du château de Caerlaverock dans le Sud de l'Écosse en 1300, ses chevaliers portaient des bannières blanches à croix rouge.[réf. souhaitée]
Le chroniqueur Jean Froissart rapporte en 1357 que les commandants anglais invoquaient souvent saint Georges pour appeler à l'aide ou comme cri de guerre, pendant la guerre de Cent Ans.

## Utilisation en vexillologie et en héraldique

Almería.
Aragon.
Drapeau du roi Ramire Ier d'Oviedo des Asturies.
Barcelone.

Guernesey.
Sercq.
Herm.
Aurigny.

Melbourne.
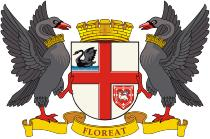
Perth.

Alberta.
Manitoba.
Montréal.
Ontario.
Yukon.

Dans les pays orthodoxes

Drapeau de l'Empire byzantin.
Drapeau de la Géorgie.

En Italie

Drapeau historique de la république de Gênes (1005-1797) et actuel de la ville de Gênes.
Sardaigne (jusqu'en 1999).
Sardaigne (depuis 1999).
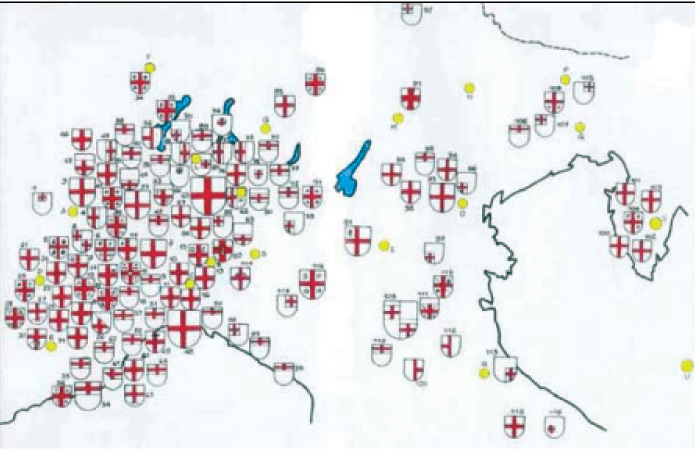
Italie du Nord.

En Espagne
- Almería.
- Aragon.
- Drapeau du roi Ramire Ier des Asturies.
- Barcelone.

Province de Huesca (Nord de l'Aragon).
Province de Saragosse (Centre de l'Aragon).
Province de Teruel (Sud de l'Aragon).
Tudela (Navarre).

En Allemagne

Coblence.
Fribourg-en-Brisgau.
Rhénanie-Palatinat.
Évêché de Trèves.

Dans les îles Anglo-Normandes
- Guernesey.
- Sercq.
- Herm.
- Aurigny.

En Angleterre

Croix de saint Georges, drapeau de l'Angleterre.
Cité de Londres.
Lincoln
York.

En Australie
- Melbourne.
- Perth.

Au Canada
- Alberta.
- Manitoba.
- Montréal.
- Ontario.
- Yukon.

En France

Calvi.
Fréjus.
Famille de Saint-Georges.